# عبد الرحيم دويدار
عبد الرحيم دويدار (17 مارس 1937 - 23 أكتوبر 2023) هو قارئ قرآن ومبتهل مصري.

## حياته ونشأته
ولد عبد الرحيم دويدار في قرية محلة مرحوم بمركز طنطا مديرية الغربية 17 مارس 1937، توفى والده وهو لم يبلغ الخمسة اعوام وأصبح يتيمًا، وتوفى بعده شقيقه الأكبر، وأصبح هو المسئول عن والدته وشقيقتيه، وترك الطفولة وأصبح عائل الأسرة، اصطحابه أهل قريته معهم في المآتم لقراءة القرآن، حيث كان يحفظ بعض الأجزاء خلال دراسته بالكتاب، ورغم لم يكن قد أتم حفظ القرآن، أصبح زملاؤه يلقبونه بـالشيخ، تبناه الشيخ مغاوري القاضي صديق والده ليحفظ القرآن، وأتم حفظه في خلال عام واحد، وكان في هذا الوقت يدرس في المدرسة الأولية الراقية حتي يصبح مدرسًا.

## مسيرته
- كانت نقطة التحول سنة 1965،حيث اتجه إلى الإنشاد الديني وكانت لديه ملكة كتابة الشعر وذائقته الشعرية، وتعلم المقامات الصوتية، وبدأت خبرته تزداد ليكون له شخصية خاصة.[11]
- بداية الشهرة منشدا بتأسيس مدرسة إنشادية خاصة به، حيث كان يقوم بتغيير الكلمات العادية إلى كلمات دينية تتناسب مع الألحان المشهورة للمطربين الكبار. وكان من أوائل المنشدين الذين أسسوا هذه المدرسة، مثل أغنية الفنانة فايزة أحمد (خي) التي غيرها إلى «حي حي ماله شريك في الملك حي يا حي.. ربي ربي أرضى علينا برضاك يا حي».[12][13]
- بدأ بتأليف القصص الدينية ويكتبها ويلحنها، ثم يتم عمل بروفات عليها لينشدها في الحفلات. وبدأ بقصتين هما قصة سيدنا يوسف وقصة إسلام سيدنا عمر، وبدأت القصص تعجب الناس، وفي ذلك الوقت انتشر صيته، وكان وقتها الإعلامي طاهر أبو زيد يقدم برنامج إذاعي اسمه "جرب حظك"، فاستضافه في فقرة المواهب الجديدة وسمع جزءا من قصة سيدنا يوسف وأعجب بها.[14]
- وعده طاهر أبوزيد بالظهور في البرنامج مرة أخرى، وانهال الطلب على الإذاعة بتواجده مجددًا بالفعل تمت استضافته في حلقة أخرى بالبرنامج ولاقى نجاحا كبيرا وانطلقت شهرتها كمنشد ديني وانهالت عليه عروض في كل أنحاء الجمهورية.[15]
- عقب نكسة 1967 لم يكن تقام حفلات أو موالد واستمر الأمر عامين، وكانت الشهرة التي حققها عبد الرحيم بدأت تقل، فبدأ ببناء اسمه من جديد وخفض أجره بعد أن كان وصل أجره لرقم كبير، كما بدأ في تنويع وزيادة القصص التي كان يقدمها ومنها قصص: معجزات الرسول[16]، في بيت أهل البيت، إسلام سيدنا بلال، حديث الإفك، وكثير من القصص الدينية والشعبية أيضًا مثل الإخوة الأعداء وسالم وسلمى، وملاحم وقصص دينية كثيرة، واستمر يبني في اسمه حتى استرد شهرته.[17]
- انتخب عضوا في نقابة القراء عام 2008 وكان هو المبتهل الوحيد في نقابة القراء، وكان نقيبًا للقراء بمحافظة الغربية.[18]